# Henrik Falkenberg (1553–1629)
Henrik Falkenberg (Heinrich von Falkenberch), född 25 februari 1553 på Salisburg, Livland, död 27 mars 1629 på Trystorp i Tångeråsa socken, var en svensk diplomat och riksdagsman av tysk härkomst.

## Biografi
Henrik Falkenberg var son till lantrådet och marskalken i Baltzar von Falkenberg, som överflyttat till Livland från Brandenburg. Som ung utbildades han hos friherre Otto von Ungern och senare hos ryttmästaren Wilhelm Plaetter. Förutom Salisburg med underlydande gods var han även ägare till Kirrumpä. Henrik Falkenberg deltog 1572–1575 i Nordiska tjugofemårskriget på svensk sida mot Ryssland, men orienterade sig senare i stället mot Polen. Han företog resor i Brandenburg 1576 och 1584. 
I samband med utbrottet av andra polska kriget fick han stora delar av sina gods i Livland förstörda. Som protestant valde han då att svära trohetsed mot svenskarna 1601 och blev i mars samma år tillsammans med Otto von Fitinghoff befälhavare över trupperna vid Neuhausen. 1602 överflyttade Henrik Falkenberg till Sverige och fick 1603 Trystorp som förläning. 1605, 1606 och 1611–1612 användes han av Karl IX för beskickningar till norra Tyskland och innehade däremellan militära poster i Livland. Från 1607 kallas han kommissarie. Under våren 1611 utsågs han till slottsloven på Kalmar slott, men lämnade slottet kort före dess kapitulation i augusti samma år. Henrik Falkenberg närvarade vid riksdagarna i Norrköping 1604, Örebro 1610 och Stockholm 1612. 
Henrik Falkenberg är mest känd för sin dagbok, som är viktig för kunskapen om den svenska historien, särskilt under perioden 1600–1613.

### Familj
Falkenberg gifte sig 1581 med Elisabet von Vietinghoff (1559–1620) av huset Ridlep, dotter till Conrad Arnoldsson von Vietinghoff, till Ridlep och Lemmets och Gerturd Ottosdotter Yxkull, till Fichtel och Padenorm. De fick tillsammans barnen Conrad Falkenberg af Trystorp (1591–1654) och Melker Falkenberg af Bålby (1597–1651).